# Francesco Farina (mercante)
Francesco Farina (Chieti, 18 febbraio 1731 – Chieti, 16 dicembre 1800) è stato un mercante italiano. Fu barone, camerlengo di Chieti e brigadiere dei Regi Eserciti del Regno di Napoli.

## Biografia
Nel 1769 risulta "pubblico mercante di Chieti" e appare in consolidati rapporti commerciali con altri commercianti del Regno e degli stati vicini. Con l'aiuto dei giovani cognati, avvalendosi di incettatori che stipulavano accordi con i piccoli produttori locali e grazie alla sua crescente disponibilità finanziaria, acquisterà l'olio "alla voce" e svilupperà questo commercio estendendolo ad altri mercati del regno e agli Stati vicini. In seguito aggiungerà l'altrettanto redditizio commercio del grano e del mais con le stesse modalità.
Nel 1770, invogliato dalla crescente domanda estera di liquirizia, acquista un concio a Silvi Marina del calabrese Bonaventura de Marco, in cui farà molte migliorie e assumerà maestranze specializzate del cosentino. Per il commercio verso i porti dell'Adriatico si avvale di vari "paron", tra cui Pasquale Ravenna di Grottammare.
Nel 1775, a 44 anni, decide di partecipare all'asta per l'arrendamento (un'imposta indiretta sul consumo) del ferro per le provincie di Abruzzo Ultra, Abruzzo Citra, Capitanata e Contado di Molise e se lo aggiudica per 10.100 ducati. A settembre del 1780, l'arrendamento gli viene rinnovato per altri cinque anni. All'asta successiva non presenta l'offerta vincente, ma l'Amministrazione Centrale, non avendo gradito la gestione del suo successore, lo forza a riprendere l'arrendamento dal 1787.
I suoi commerci sono ormai estesi a grano, mais e olio in grandissime quantità, e altri prodotti minori quali sebo, farina, riso, fave, lenticchie, cioccolato di Puglia, fichi secchi, liquirizia, rame, catrame, tabacchi, legname, torce a vento, vetri scelti, specchi di Francavilla e pelli conciate. Per gestire al meglio i suoi affari apre quattro case di commercio a Chieti, Marsiglia, Trieste (gestite rispettivamente dai cognati Severino, Saverio e Luigi Costanzo) e Napoli, gestita da lui stesso.
Per dar lustro al suo status, acquista delle terre feudali ottenendo il titolo baronale e si trasferisce nella capitale, dove affitta prima un appartamento del collega marchese Domenico Maria Palomba e poco tempo dopo gli appartamenti al piano nobile di una delle casa palazzate di Carlo Capece Latro, duca di Morone in largo dello Spirito Santo, arredandolo lussuosamente. Per la gestione dei suoi affari si appoggia al Banco di San Giacomo di Napoli.
Nel 1782 Francesco compra all'asta tutti i beni degli espulsi gesuiti nel Tenimento della città di Chieti e in altri paesi vicini, tra cui 70 terreni dislocati a Casalincontrada e Bucchianico, per un totale di 58.600 ducati.
Nel 1783, per trasportare le sue merci, fa costruire dai cantieri di Castellammare di Stabia due navi: le fregate Carolina, che dopo poco vende a Marsiglia, e la Gran Ferdinando. Nel 1793 re Ferdinando partecipa, col resto dei paesi europei, alla coalizione contro la Francia e, per rafforzare il suo esercito chiede il supporto a tutti i notabili del regno. Francesco finanzia due squadroni di cavalleria e recluta molti soldati. Il re gli conferisce la Croce di Commendatore dell'Ordine Costantiniano e l'anno successivo lo nomina Commissario di Guerra per le province di Chieti e Pescara, e dopo averlo nominato Colonnello lo promuove a Brigadiere dell'Esercito Borbonico. Francesco, per adempiere ai nuovi compiti, lascia Napoli per tornare a Chieti.
Nel 1775, con la grande maggioranza degli Eletti del Parlamento teatino, viene eletto Camerlengo della città, carica che gli viene rinnovata nel 1776 e nel 1777.
Fa realizzare varie opere pubbliche, quali strade interne ed esterne, tra cui quella che reca alla Real Fortezza di Pescara insieme alla gran Porta che la precede, come si legge nell'iscrizione posta nella Porta medesima nel 1797:
Commissiona ad Antonio Brunetti un oratorio in musica dal titolo Davide e Assalonne, da cantarsi il 17 settembre 1797 nella Congregazione dei Cinturiati della chiesa di Sant'Agostino per la festività di Maria Santissima della Consolazione.
All'inizio del 1798 il Regno di Napoli viene bruscamente coinvolto nella guerra tra Francia e le monarchie continentali: la penisola viene invasa dalle forze francesi e Chieti è occupata il giorno di Natale di quell'anno. La controffensiva segue prontamente e inizia la riconquista. Chieti viene liberata il 29 aprile del 1799 dagli antigiacobini fedeli ai Borbone, guidati dal generale Giuseppe Pronio, il quale conferisce a Francesco il comando della piazza di Pescara, incarico che mantiene fino a luglio nel 1800.
Ormai malato e sofferente, Francesco muore il 16 dicembre 1800 a 69 anni.